# Rally di Monte Carlo 1999
Il Rally di Monte Carlo 1999, ufficialmente denominato 67ème Rallye Automobile de Monte-Carlo, è stata la prima prova del campionato del mondo rally 1999 nonché la sessantasettesima edizione del Rally di Monte Carlo e la venticinquesima con valenza mondiale. La manifestazione si è svolta dal 17 al 20 gennaio sulle strade delle Alpi francesi a nord del Principato di Monaco.
La gara è stata vinta dal finlandese Tommi Mäkinen navigato dal connazionale Risto Mannisenmäki al volante di una Mitsubishi Lancer Evo VI della squadra ufficiale Marlboro Mitsubishi Ralliart, davanti all'altra coppia finlandese formata da Juha Kankkunen e Juha Repo su Subaru Impreza WRC99 del Subaru World Rally Team e a quella francese composta da Didier Auriol e Denis Giraudet, alla guida della Toyota Corolla WRC del Toyota Castrol Team.

## Dati della prova
| Denominazione ufficiale             | Rallye Automobile de Monte-Carlo |
| Edizione N°                         | 67 |
| Tappa N°                            | 1 di 14 |
| Data manifestazione                 | da domenica 17/01/1999 a mercoledì 20/01/1999 |
| Sede ospitante                      | Monte Carlo, Principato di Monaco |
| Sedi del parco assistenza           | Prima frazione: La Scoperta, La Turbie (Alpi Marittime, Provenza-Alpi-Costa Azzurra); Tallard (Alte Alpi, Provenza-Alpi-Costa Azzurra). Seconda frazione: Tallard; Laragne-Montéglin (Alte Alpi); Buis-les-Baronnies (Drôme, Alvernia-Rodano-Alpi). Terza frazione: Tallard; Saint-André-les-Alpes (Alpi dell'Alta Provenza, Provenza-Alpi-Costa Azzurra); La Scoperta, La Turbie. Quarta frazione: La Scoperta, La Turbie. |
| Superficie                          | Asfalto/Neve |
| Iscritti                            | 86 |
| Partiti                             | 86 |
| Arrivati                            | 46 (53,5%) |
| Prove speciali previste             | 14 |
| Prova più breve                     | 20,35 km (PS5: St Clement - St Saveur) |
| Prova più lunga                     | 48,28 km (PS1: Plan de Vitrolles - Faye) |
| Prova più lenta                     | velocità media di 71,84 km/h (PS11: Sospel - La Bollene 2) |
| Prova più veloce                    | velocità media di 97,38 km/h (PS4: Prunieres - Embrun) |
| Lunghezza prove speciali            | 424,69 km (26,6% della distanza totale) |
| Lunghezza complessiva trasferimenti | 1188,51 km |
| Distanza totale effettiva           | 1613,20 km |

## Itinerario
La manifestazione si disputò come di consueto nella regione della Provenza-Alpi-Costa Azzurra, Francia sud-orientale, e si articolò in 14 prove speciali distribuite in tre giorni, per un totale di 424,69 km. Il rally ebbe sede a Monte Carlo, dove si svolsero la cerimonia di apertura e quella di premiazione. Le vetture lasciarono il Principato di Monaco nel pomeriggio di domenica 17 gennaio per dirigersi a Gap, capoluogo del dipartimento delle Alte Alpi, arrivando a destinazione in tarda serata dopo circa 250 km di trasferimento.
La competizione iniziò la mattina di lunedì 18 gennaio ed erano previste 5 prove speciali per un totale di 161,16 km cronometrati da disputarsi nel dipartimento delle Alte Alpi e in quello delle Drôme. Le prime tre si corsero a sud-ovest di Gap con PS1 che partiva a Plan de Vitrolles e arrivava a Faye, nei pressi di Ventavon, in questa edizione la più lunga del rally con 48,28 km, la seconda da L'Epine a Rosans e la terza da Ruissas  (in territorio di Montauban-sur-l'Ouvèze) a Eygalayes. Per le ultime due speciali di giornata ci si spostò a est di Gap per disputare la quarta da Prunières a Embrun e la quinta da Saint-Clément a Saint-Sauveur per poi tornare a Gap per l'assistenza e il pernottamento
La seconda giornata di gara (disputatasi martedì 19 gennaio) presentava 154,59 km distribuiti in 5 prove speciali, la prima delle quali partiva da un bivio lungo la Route départementale 1 (D1) e terminava a Bayons, la seconda da Sisteron a Thoard e la terza da Entrevaux a Saint-Pierre, tutte nel dipartimento delle Alpi dell'Alta Provenza. Le ultime due prove della frazione si correvano invece nel dipartimento delle Alpi Marittime: la quarta da Sospel a La Bollène, contenente il celebre Col de Turini, e la quinta da Lantosque a Lucéram, al termine della quale ci si diresse a Monte Carlo per il pernottamento e l'assistenza.
Per la giornata finale di mercoledì 20 gennaio il programma prevedeva 109,04 km totali e due prove da ripetersi due volte nella stessa mattinata: la Sospel - La Bollène e la Lantosque - Lucéram, entrambe già disputatesi il giorno precedente.
| Frazione            | Prova  | Ora    | Nome                                         | Partenza                                     | Arrivo                                       | Lunghezza | Totale    |
| ------------------- | ------ | ------ | -------------------------------------------- | -------------------------------------------- | -------------------------------------------- | --------- | --------- |
| Frazione 1 (17 gen) |        | 14:20  | Assistenza – La Scoperta, La Turbie (20 min) | Assistenza – La Scoperta, La Turbie (20 min) | Assistenza – La Scoperta, La Turbie (20 min) | –         | -         |
| Frazione 1 (17 gen) |        | 18:40  | Assistenza – Tallard (20 min)                | Assistenza – Tallard (20 min)                | Assistenza – Tallard (20 min)                | –         | -         |
|                     |        |        |                                              |                                              |                                              |           |           |
| Frazione 2 (18 gen) |        | 08:00  | Assistenza – Tallard (10 min)                | Assistenza – Tallard (10 min)                | Assistenza – Tallard (10 min)                | –         | 161,16 km |
| Frazione 2 (18 gen) | PS1    | 08:30  | Plan de Vitrolles - Faye                     | Vitrolles                                    | Ventavon                                     | 48,28 km  | 161,16 km |
| Frazione 2 (18 gen) |        | 09:41  | Assistenza – Laragne (20 min)                | Assistenza – Laragne (20 min)                | Assistenza – Laragne (20 min)                | –         | 161,16 km |
| Frazione 2 (18 gen) | PS2    | 10:41  | l'Epine - Rosans                             | L'Épine                                      | Rosans                                       | 31,15 km  | 161,16 km |
| Frazione 2 (18 gen) |        | 12:20  | Assistenza – Buis-les-Baronnies (20 min)     | Assistenza – Buis-les-Baronnies (20 min)     | Assistenza – Buis-les-Baronnies (20 min)     | –         | 161,16 km |
| Frazione 2 (18 gen) | PS3    | 13:16  | Ruissas - Eygalayes                          | Montauban-sur-l'Ouvèze                       | Ballons                                      | 27,56 km  | 161,16 km |
| Frazione 2 (18 gen) |        | 15:12  | Assistenza – Tallard (20 min)                | Assistenza – Tallard (20 min)                | Assistenza – Tallard (20 min)                | –         | 161,16 km |
| Frazione 2 (18 gen) | PS4    | 16:18  | Prunieres - Embrun                           | Prunières                                    | Embrun                                       | 33,82 km  | 161,16 km |
| Frazione 2 (18 gen) | PS5    | 17:20  | St Clement - St Saveur                       | Saint-Clément-sur-Durance                    | Saint-Sauveur                                | 20,35 km  | 161,16 km |
| Frazione 2 (18 gen) |        | 18:47  | Assistenza – Tallard (45 min)                | Assistenza – Tallard (45 min)                | Assistenza – Tallard (45 min)                | –         | 161,16 km |
|                     |        |        |                                              |                                              |                                              |           |           |
| Frazione 3 (19 gen) |        | 07:30  | Assistenza – Tallard (10 min)                | Assistenza – Tallard (10 min)                | Assistenza – Tallard (10 min)                | –         | 154,49 km |
| Frazione 3 (19 gen) | PS6    | 08:21  | BIF. C1 / D1 - Bayons                        | Saint-Martin-lès-Seyne                       | Bayons                                       | 32,52 km  | 154,49 km |
| Frazione 3 (19 gen) |        | 09:52  | Assistenza – Tallard (20 min)                | Assistenza – Tallard (20 min)                | Assistenza – Tallard (20 min)                | –         | 154,49 km |
| Frazione 3 (19 gen) | PS7    | 11:05  | Sisteron - Thoard                            | Sisteron                                     | Thoard                                       | 36,72 km  | 154,49 km |
| Frazione 3 (19 gen) |        | 13:19  | Assistenza – Saint-André-les-Alpes (20 min)  | Assistenza – Saint-André-les-Alpes (20 min)  | Assistenza – Saint-André-les-Alpes (20 min)  | –         | 154,49 km |
| Frazione 3 (19 gen) | PS8    | 14:26  | Entreveaux - St Pierre                       | Entrevaux                                    | Saint-Pierre                                 | 30,73 km  | 154,49 km |
| Frazione 3 (19 gen) |        | 16:36  | Assistenza – La Scoperta, La Turbie (20 min) | Assistenza – La Scoperta, La Turbie (20 min) | Assistenza – La Scoperta, La Turbie (20 min) | –         | 154,49 km |
| Frazione 3 (19 gen) | PS9    | 15:56  | Sospel - La Bollene 1                        | Sospel                                       | La Bollène-Vésubie                           | 33,65 km  | 154,49 km |
| Frazione 3 (19 gen) | PS10   | 18:37  | Lantosque - Luceram 1                        | Lantosque                                    | Lucéram                                      | 20,87 km  | 154,49 km |
| Frazione 3 (19 gen) |        | 19:39  | Assistenza – La Scoperta, La Turbie (45 min) | Assistenza – La Scoperta, La Turbie (45 min) | Assistenza – La Scoperta, La Turbie (45 min) | –         | 154,49 km |
|                     |        |        |                                              |                                              |                                              |           |           |
| Frazione 4 (20 gen) |        | 07:20  | Assistenza – La Scoperta, La Turbie (10 min) | Assistenza – La Scoperta, La Turbie (10 min) | Assistenza – La Scoperta, La Turbie (10 min) | –         | 109,04 km |
| Frazione 4 (20 gen) | PS11   | 08:20  | Sospel - La Bollene 2                        | Sospel                                       | La Bollène-Vésubie                           | 33,65 km  | 109,04 km |
| Frazione 4 (20 gen) | PS12   | 09:11  | Lantosque - Luceram 2                        | Lantosque                                    | Lucéram                                      | 20,87 km  | 109,04 km |
| Frazione 4 (20 gen) |        | 10:13  | Assistenza – La Scoperta, La Turbie (20 min) | Assistenza – La Scoperta, La Turbie (20 min) | Assistenza – La Scoperta, La Turbie (20 min) | –         | 109,04 km |
| Frazione 4 (20 gen) | PS13   | 11:23  | Sospel - La Bollene 3                        | Sospel                                       | La Bollène-Vésubie                           | 33,65 km  | 109,04 km |
| Frazione 4 (20 gen) | PS14   | 12:14  | Lantosque - Luceram 3                        | Lantosque                                    | Lucéram                                      | 20,87 km  | 109,04 km |
| Frazione 4 (20 gen) |        | 13:16  | Assistenza – La Scoperta, La Turbie (20 min) | Assistenza – La Scoperta, La Turbie (20 min) | Assistenza – La Scoperta, La Turbie (20 min) | –         | 109,04 km |
| Totale              | Totale | Totale | Totale                                       | Totale                                       | Totale                                       | Totale    | 424,69 km |

## Resoconto

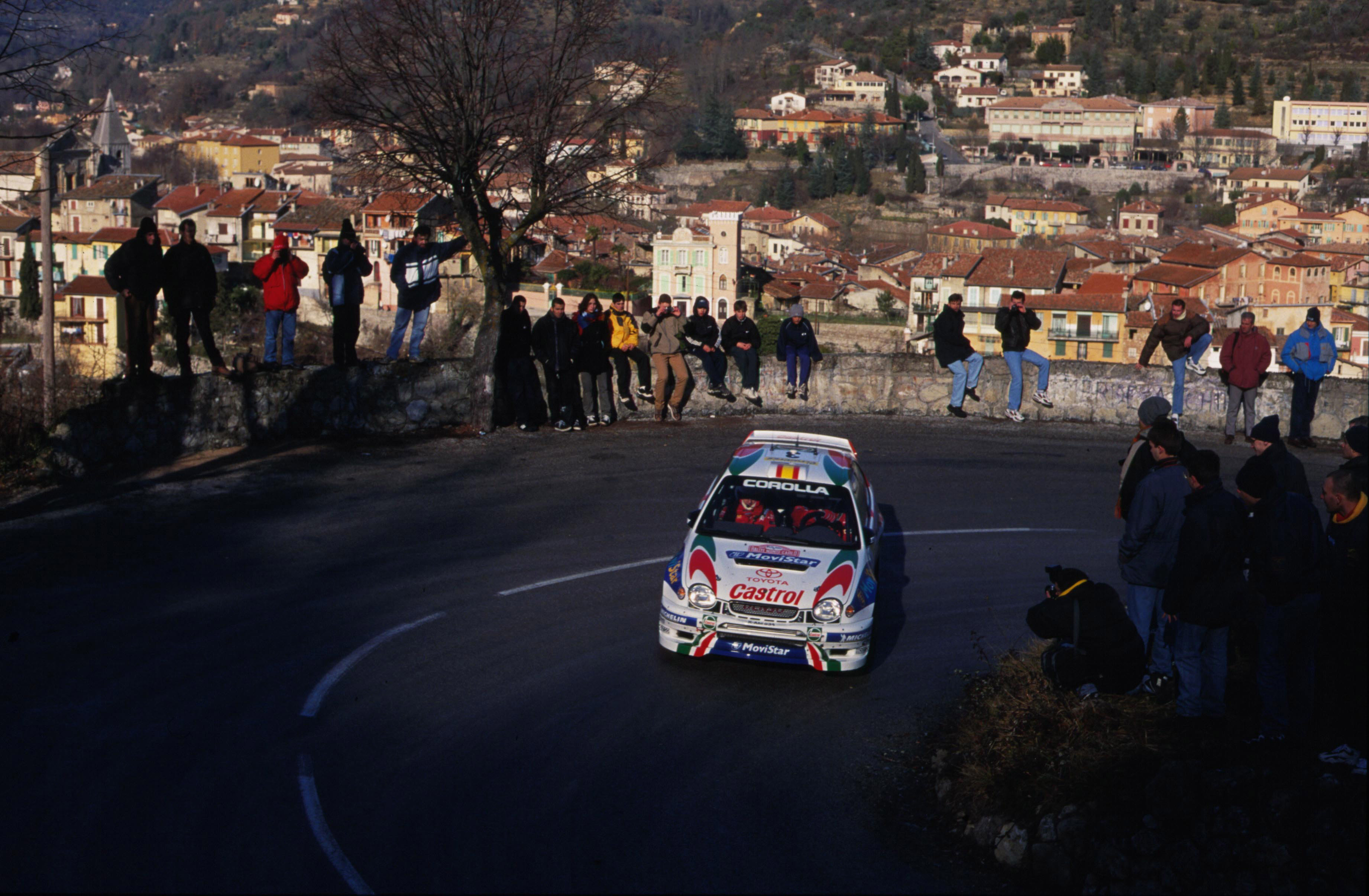
Carlos Sainz, ritiratosi nella PS1

Il campione del mondo in carica Tommi Mäkinen centrò la sua sedicesima vittoria in carriera (la 27ª per la Mitsubishi), precedendo il connazionale Juha Kankkunen (Subaru), giunto secondo a 1'45" di distacco, e il francese Didier Auriol, terzo su Toyota a poco meno di 4 minuti dal vincitore.

Quarto, a circa 8 secondi dal podio, è giunto il francese François Delecour, alla guida di una Ford Escort WRC privata, quinto Bruno Thiry con la terza Subaru (non eleggibile per raccogliere punti nella classifica costruttori) e sesto Piero Liatti su SEAT Córdoba WRC del team ufficiale spagnolo.
Appena fuori dai punti il finlandese Harri Rovanperä (SEAT), giunto al settimo posto, e il britannico Richard Burns, ottavo con la Subaru e attardato da un'uscita di strada nella prima giornata. Al nono e al decimo posto si classificarono invece due piloti privati: il danese Henrik Lundgaard (Toyota Corolla WRC) e il francese Marc Duez su una Mitsubishi Carisma GT Evo V di gruppo N. Da segnalare la prestazione di Gilles Panizzi su una Subaru Impreza WRC privata, in testa alla corsa al termine della prima giornata ma ritiratosi poi per incidente nella PS11.
Tra gli altri piloti in forza ai costruttori ufficiali ci furono inoltre gli abbandoni di Carlos Sainz (Toyota), Freddy Loix (Mitsubishi), ritiratisi per incidente nella prima prova speciale, e delle Škoda Octavia WRC di Armin Schwarz e Pavel Sibera per problemi meccanici e anche loro nella PS1. Le due Ford Focus WRC, al debutto assoluto nel mondiale, non avevano superato le verifiche pre-gara ma vennero ugualmente ammesse a correre sub judice in quanto gli altri costruttori non si opposero; le auto della squadra ufficiale Ford, condotte da Colin McRae e Simon Jean-Joseph, si classificarono rispettivamente al terzo e al'undicesimo posto finale ma vennero poi escluse dalla gara per un'irregolarità tecnica riscontrata nella pompa dell'acqua del motore.

## Risultati

### Classifica
| Pos.                                        | Nº       | Pilota               | Co-pilota           | Auto                        | Squadra                      | Classe       | Tempo     | Distacco | Punti    |
| Generale                                    | Generale | Generale             | Generale            | Generale                    | Generale                     | Generale     | Generale  | Generale | Generale |
| ------------------------------------------- | -------- | -------------------- | ------------------- | --------------------------- | ---------------------------- | ------------ | --------- | -------- | -------- |
| 1.                                          | 1        | Tommi Mäkinen        | Risto Mannisenmäki  | Mitsubishi Lancer Evo VI    | Marlboro Mitsubishi Ralliart | WRC          | 5h16'50"6 | –        | 10       |
| 2.                                          | 6        | Juha Kankkunen       | Juha Repo           | Subaru Impreza WRC99        | Subaru World Rally Team      | WRC          | 5h18'35"3 | +1'44"7  | 6        |
| 3.                                          | 4        | Didier Auriol        | Denis Giraudet      | Toyota Corolla WRC          | Toyota Castrol Team          | WRC          | 5h20'43"4 | +3'52"8  | 4        |
| 4.                                          | 19       | François Delecour    | Dominique Savignoni | Ford Escort WRC             | -                            | WRC          | 5h20'51"8 | +4'01"2  | 3        |
| 5.                                          | 16       | Bruno Thiry          | Stéphane Prévot     | Subaru Impreza WRC99        | Subaru World Rally Team      | WRC          | 5h20'53"1 | +4'02"5  | 2        |
| 6.                                          | 10       | Piero Liatti         | Carlo Cassina       | SEAT Córdoba WRC            | SEAT Sport                   | WRC          | 5h23'48"7 | +6'58"1  | 1        |
| 7.                                          | 9        | Harri Rovanperä      | Risto Pietiläinen   | SEAT Córdoba WRC            | SEAT Sport                   | WRC          | 5h23'52"9 | +7'02"3  | -        |
| 8.                                          | 5        | Richard Burns        | Robert Reid         | Subaru Impreza WRC99        | Subaru World Rally Team      | WRC          | 5h26'15"2 | +9'24"6  | -        |
| 9.                                          | 21       | Henrik Lundgaard     | Freddy Pedersen     | Toyota Corolla WRC          | -                            | WRC          | 5h30'56"8 | +14'06"2 | -        |
| 10.                                         | 27       | Marc Duez            | Philipe Dupuy       | Mitsubishi Carisma GT Evo V | Team Gamma                   | N4 / PWRC    | 5h43'31"2 | +26'40"6 | -        |
| Campionato del mondo per vetture Produzione |          |                      |                     |                             |                              |              |           |          |          |
| 1. (10.)                                    | 27       | Marc Duez            | Philipe Dupuy       | Mitsubishi Carisma GT Evo V | Team Gamma                   | N4 / PWRC    | 5h43'31"2 | –        | 13       |
| 2. (12.)                                    | 18       | Gustavo Trelles      | Martin Christie     | Mitsubishi Lancer Evo V     | Ralliart Italia              | N4 / PWRC    | 5h51'07"7 | +7'36"5  | 8        |
| 3. (15.)                                    | 29       | Christophe Spiliotis | Hervé Thibaud       | Subaru Impreza WRX          | -                            | N4 / PWRC    | 5h54'59"7 | +11'28"5 | 5        |
| 4. (16.)                                    | 64       | Christophe Arnaud    | Stéphane Arnaud     | Subaru Impreza GT Turbo     | -                            | N4 / PWRC    | 5h55'41"5 | +12'10"3 | 3        |
| 5. (19.)                                    | 67       | Ferran Font          | Joan Sureda         | Mitsubishi Lancer Evo V     | -                            | N4 / PWRC    | 6h03'22"8 | +19'51"6 | 2        |
| 6. (20.)                                    | 84       | David Truphemus      | Pascal Saivre       | Peugeot 306 S16             | -                            | N3 / PWRC    | 6h13'16"3 | +29'45"1 | 4        |
| Coppa FIA 2 litri Costruttori               |          |                      |                     |                             |                              |              |           |          |          |
| 1. (17.)                                    | 38       | Andrea Maselli       | Nicola Arena        | Renault Clio Maxi           | -                            | A7 / 2L      | 5h58'30"9 | –        | 10       |
| 2. (24.)                                    | 78       | Frédéric Maniccia    | Richard Thaon       | Renault Clio Williams       | -                            | N3 / 2L PWRC | 6h20'30"4 | +21'59"5 | 6        |

| Principali ritiri | Principali ritiri | Principali ritiri | Principali ritiri | Principali ritiri            | Principali ritiri            | Principali ritiri | Principali ritiri                                        | Principali ritiri |
| PS                | Nº                | Pilota            | Co-pilota         | Auto                         | Squadra                      | Classe            | Causa                                                    | Pos.              |
| ----------------- | ----------------- | ----------------- | ----------------- | ---------------------------- | ---------------------------- | ----------------- | -------------------------------------------------------- | ----------------- |
| PS 1              | 2                 | Freddy Loix       | Sven Smeets       | Mitsubishi Carisma GT Evo VI | Marlboro Mitsubishi Ralliart | WRC               | Incidente                                                | -                 |
| PS 1              | 3                 | Carlos Sainz      | Luis Moya         | Toyota Corolla WRC           | Toyota Castrol Team          | WRC               | Incidente                                                | -                 |
| PS 1              | 11                | Armin Schwarz     | Manfred Hiemer    | Škoda Octavia WRC            | Škoda Motorsport             | WRC               | Frizione                                                 | -                 |
| PS 1              | 12                | Pavel Sibera      | Petr Gross        | Škoda Octavia WRC            | Škoda Motorsport             | WRC               | Servosterzo                                              | -                 |
| PS 5              | 22                | Andrea Dallavilla | Danilo Fappani    | Subaru Impreza WRC98         | -                            | WRC               | Incidente                                                | 57º               |
| PS 9              | 30                | Fabrizio Tabaton  | Nicola Gullino    | Toyota Corolla WRC           | -                            | WRC               | nd                                                       | 14º               |
| PS 11             | 17                | Gilles Panizzi    | Hervé Panizzi     | Subaru Impreza WRC98         | -                            | WRC               | Incidente                                                | 2º                |
| PS 14             | 7                 | Colin McRae       | Nicky Grist       | Ford Focus WRC               | Ford Motor Co.               | WRC               | Squalificato per irregolarità tecnica (pompa dell'acqua) | 3º                |
| PS 14             | 8                 | Simon Jean-Joseph | Fred Gallagher    | Ford Focus WRC               | Ford Motor Co.               | WRC               | Squalificato per irregolarità tecnica (pompa dell'acqua) | 11º               |

Legenda
| Icona | Classe                                                                                  |
| ----- | --------------------------------------------------------------------------------------- |
| WRC   | Equipaggio che può conquistare punti per il campionato costruttori WRC                  |
| WRC   | Equipaggio di classe A8 che non può conquistare punti per il campionato costruttori WRC |
| PWRC  | Equipaggio registrato al campionato PWRC                                                |
| 2L    | Equipaggio registrato alla Coppa FIA 2 litri costruttori                                |
| TC    | Equipaggio registrato alla Coppa FIA squadre                                            |
|       | Ulteriori classificazioni                                                               |

### Prove speciali
| Frazione            | Prova | Ora   | Nome                     | Lunghezza | Vincitori                         | Tempo   | Leader del rally                 |
| ------------------- | ----- | ----- | ------------------------ | --------- | --------------------------------- | ------- | -------------------------------- |
| Frazione 2 (18 Gen) | PS1   | 08:30 | Plan de Vitrolles - Faye | 48,28 km  | Tommi Mäkinen Risto Mannisenmäki  | 34'36"4 | Tommi Mäkinen Risto Mannisenmäki |
| Frazione 2 (18 Gen) | PS2   | 10:41 | l'Epine - Rosans         | 31,15 km  | Bruno Thiry Stéphane Prévot       | 19'59"6 | Tommi Mäkinen Risto Mannisenmäki |
| Frazione 2 (18 Gen) | PS3   | 13:16 | Ruissas - Eygalayes      | 27,56 km  | Gilles Panizzi Hervé Panizzi      | 18'50"3 | Tommi Mäkinen Risto Mannisenmäki |
| Frazione 2 (18 Gen) | PS4   | 16:18 | Prunieres - Embrun       | 33,82 km  | Colin McRae Nicky Grist           | 20'50"3 | Gilles Panizzi Hervé Panizzi     |
| Frazione 2 (18 Gen) | PS5   | 17:20 | St. Clement - St. Saveur | 20,35 km  | Colin McRae Nicky Grist           | 13'58"0 | Gilles Panizzi Hervé Panizzi     |
|                     |       |       |                          |           |                                   |         | Gilles Panizzi Hervé Panizzi     |
| Frazione 3 (19 Gen) | PS6   | 08:21 | BIF. C1 / D1 - Bayons    | 32,52 km  | Gilles Panizzi Hervé Panizzi      | 24'13"1 | Gilles Panizzi Hervé Panizzi     |
| Frazione 3 (19 Gen) | PS7   | 11:05 | Sisteron - Thoard        | 36,72 km  | Tommi Mäkinen Risto Mannisenmäki  | 25'43"4 | Gilles Panizzi Hervé Panizzi     |
| Frazione 3 (19 Gen) | PS8   | 14:26 | Entrevaux - St. Pierre   | 30,73 km  | Juha Kankkunen Juha Repo          | 23'58"4 | Tommi Mäkinen Risto Mannisenmäki |
| Frazione 3 (19 Gen) | PS9   | 17:46 | Sospel - La Bollene 1    | 33,65 km  | Tommi Mäkinen Risto Mannisenmäki  | 27'20"1 | Tommi Mäkinen Risto Mannisenmäki |
| Frazione 3 (19 Gen) | PS10  | 18:37 | Lantosque - Lucéram 1    | 20,87 km  | Colin McRae Nicky Grist           | 15'22"7 | Tommi Mäkinen Risto Mannisenmäki |
|                     |       |       |                          |           |                                   |         | Tommi Mäkinen Risto Mannisenmäki |
| Frazione 4 (20 Gen) | PS11  | 08:20 | Sospel - La Bollene 2    | 33,65 km  | Didier Auriol Denis Giraudet      | 28'06"2 | Tommi Mäkinen Risto Mannisenmäki |
| Frazione 4 (20 Gen) | PS12  | 09:11 | Lantosque - Lucéram 2    | 20,87 km  | Colin McRae Nicky Grist           | 15'43"2 | Tommi Mäkinen Risto Mannisenmäki |
| Frazione 4 (20 Gen) | PS13  | 11:23 | Sospel - La Bollene 3    | 33,65 km  | Harri Rovanperä Risto Pietiläinen | 26'53"4 | Tommi Mäkinen Risto Mannisenmäki |
| Frazione 4 (20 Gen) | PS14  | 12:14 | Lantosque - Lucéram 3    | 20,87 km  | Didier Auriol Denis Giraudet      | 15'19"0 | Tommi Mäkinen Risto Mannisenmäki |

## Classifiche mondiali
Classifica piloti
| Pos. | Pilota            | Punti |
| ---- | ----------------- | ----- |
| 1    | Tommi Mäkinen     | 10    |
| 2    | Juha Kankkunen    | 6     |
| 3    | Didier Auriol     | 4     |
| 4    | François Delecour | 3     |
| 5    | Bruno Thiry       | 2     |
| 6    | Piero Liatti      | 1     |

Classifica costruttori WRC
| Pos. | Squadra                      | Punti |
| ---- | ---------------------------- | ----- |
| 1    | Marlboro Mitsubishi Ralliart | 10    |
| 2    | Subaru World Rally Team      | 7     |
| 3    | SEAT Sport                   | 5     |
| 4    | Toyota Castrol Team          | 4     |